# فاينل فانتسي 2
فاينل فانتسي II، يقرأ فاينل فانتسي 2 (حيث أن II تشير للرقم اللاتيني اثنين) (بالإنجليزية: Final Fantasy II، باليابانية: ファイナルファンタジーII فاينارو فانتجي تسو) هي لعبة فيديو تعتمد على لعبة أدوار التعاقبية، أنتجت وطورت من قبل شركة سكوير (حالياً سكويرإنكس) وأطلقت عام 1988 لجهاز نينتندو إنترتينمنت سيستم، وقد تمَ تجديد اللعبة على كل من وندر سوان كلر، وسوني بلاي ستيشن، وعلى الهواتف المحمولة اليابانية، وجيم بوي أدفانس، وبلاي ستيشن بورتبل. لم تصدر هذه اللعبة أو لاحقتها (فاينل فانتسي 3) خارج اليابان وقت إصدارها الأولي، لذلك أصدرت لعبة فاينل فانتسي 4 في أمريكا الشمالية باسم فاينل فانتسي 2، حتى لا يرتبك الجمهور. أحدث إصدار من اللعبة أنتج لصالح آي أو إس وأندرويد، وأعلن عنها في جميع أنحاء العالم في عامي 2010 و 2012، على التوالي.
تدور قصة اللعبة على أربعة شبان قتل آباؤهم خلال غزو قام به جيش إمبراطورية بالاميسيا. ينضم ثلاثة منهم إلى التمرد ضد الإمبراطورية، وينطلقون في رحلة للحصول على قوى سحرية وأسلحة جديدة، وتدمير أسلحة العدو الخارقة، وإنقاذ قادة المقاومة. أصدرت نسخة جديدة على غيم بوي أدفانس وبها قصة إضافية بعد نهاية اللعبة.
أدخلت اللعبة العديد من العناصر التي أصبحت لاحقا من العناصر الأساسية في سلسلة فاينال فانتاسي، بما في ذلك طيور شوكوبو وشخصية سيد. كما ألغت نظام نقاط الخبرة المعتمد في الألعاب السابقة واللاحقة في السلسلة، وأضافت بدلا منه نظام التقدم على أساس النشاط حيث تزيد نقاط الشخصيات وفقا لكيفية استخدامها أو الحصول عليها. ورغم كونها تتمة للعبة فاينال فانتاسي، فلم تتضمن هذه اللعبة أية شخصيات أو مواقع من اللعبة الأولى. لم تتلقى فاينل فانتسي 2 الكثير من الاهتمام وقتها من المراجعين غير اليابانيين، إلا أن إعادات الإنتاج حصلت على ملاحظات إيجابية.

## روابط خارجية
- فاينل فانتسي 2 على موقع IMDb (الإنجليزية)